# 上戸石町
上戸石町（かみといしまち）は長崎市東部に位置する町である。郵便番号は851-0111。

## 地理
上戸石川の両岸に位置し、東は川内町、西は東町、南は戸石町、北は船石町に接する。

## 沿革
- 1889年4月1日 - 町村制が施行され、北高来郡戸石村が発足。当地は、同村の北部で上戸石名と呼ばれた。
- 1955年2月11日 - 戸石村が「西彼杵郡矢上村」・「北高来郡古賀村」ともに新設合併し、西彼杵郡東長崎町上戸石名となる。
- 1963年4月20日 - 長崎市に編入され、長崎市上戸石名となる。
- 1971年 - 新町名設置により長崎市上戸石町となる。

## 世帯数と人口
2022年（令和4年）1月31日現在の世帯数と人口は以下の通りである。
| 町丁     | 世帯数  | 人口    |
| -------- | ------- | ------- |
| 上戸石町 | 534世帯 | 1,381人 |

## 小・中学校の学区
市立小・中学校に通う場合、学区は以下の通りとなる。
| 番地 | 小学校             | 中学校           |
| ---- | ------------------ | ---------------- |
| 全域 | 長崎市立戸石小学校 | 長崎市立橘中学校 |

## 交通

### 道路
- 国道251号

## 施設
- 五穀神社
- 上戸石第2公園